# U-20-Fußball-Weltmeisterschaft der Frauen 2006/Finalrunde
Resultate der Finalrunde der U-20-Fußball-Weltmeisterschaft der Frauen 2006:

## Viertelfinale

### Brasilien – Nigeria 2:1 (1:0)
| Brasilien                                                       | Brasilien | Nigeria | Nigeria |
| --------------------------------------------------------------- | --- | --- | ------- |
| Brasilien                                                       | \| 26. August 2006 um 14:00 Uhr (MESZ) in Moskau (Torpedo-Stadion) \| \| Zuschauer: 700 \| \| Schiedsrichterin: Natalja Awdontschenko ( Russland) \| | \| 26. August 2006 um 14:00 Uhr (MESZ) in Moskau (Torpedo-Stadion) \| \| Zuschauer: 700 \| \| Schiedsrichterin: Natalja Awdontschenko ( Russland) \| | Nigeria |
| Brasilien                                                       | Bárbara – Daiane, Mônica, Aliane, Danielle – Érika, Francielle, Renata Costa – Fabiana, Maurine, Pamela (72. Adriane) Cheftrainer: Jorge Barcellos   | Tochukwu Oluehi – Faith Ikidi, Chizoma Oparaocha, Ulunma Jerome, Blessing Akusobi (80. Gladys Akpa) – Rita Chikwelu, Akudo Sabi , Maureen Eke (90.+4' Christy Bulus) – Akudo Iwuagwu, Stella Godwin (56. Tawa Ishola), Cynthia Uwak Cheftrainer: Emmanuel Tetteh Okonkwo | Nigeria |
| Brasilien                                                       | 1:0 Fabiana (45.+2') 2:1 Adriane (90.+5') | 1:1 Cynthia Uwak (65.) | Nigeria |
| Brasilien                                                       | Daiane (5.), Mônica (19.) | Chizoma Oparaocha (45.+1'), Akudo Iwuagwu (50.) | Nigeria |
| Brasilien                                                       | Tochukwu Oluehi (90.+2') | | Nigeria |
| 26. August 2006 um 14:00 Uhr (MESZ) in Moskau (Torpedo-Stadion) | | |         |
| Zuschauer: 700                                                  | | |         |
| Schiedsrichterin: Natalja Awdontschenko ( Russland)             | | |         |

### China – Russland 4:0 (3:0)
| China                                                           | China | Russland | Russland |
| --------------------------------------------------------------- | --- | --- | -------- |
| China                                                           | \| 26. August 2006 um 17:00 Uhr (MESZ) in Moskau (Torpedo-Stadion) \| \| Zuschauer: 2000 \| \| Schiedsrichterin: Gyöngyi Gaál ( Ungarn) \|                                                                            | \| 26. August 2006 um 17:00 Uhr (MESZ) in Moskau (Torpedo-Stadion) \| \| Zuschauer: 2000 \| \| Schiedsrichterin: Gyöngyi Gaál ( Ungarn) \| | Russland |
| China                                                           | Zhang Yanru – Zhou Gaoping, Yuan Fan, Zhang Wei, Weng Xinzhi, Yue Min – Xi Dingying (46. You Jia), Zhuang Ran, Zhang Wei Shuang (81. Liu Xiaoyan) – Ma Xiaoxu (66. Lou Xiaoxu), Zi Jingjing Cheftrainer: Shang Ruihua | Elwira Todua – Maria Filisova, Anna Koschnikowa, Alexandra Gomozova, Xenija Zybutowitsch , Tamara Starovoytova – Nadeschda Chartschenko, Jelena Terechowa, Oxana Titova, Jelena Morosowa – Jelena Danilowa (46. Svetlana Akimova) Cheftrainer: Valentin Grishin | Russland |
| China                                                           | 1:0 Zi Jingjing (8.) 2:0 Ma Xiaoxu (19.) 3:0 Zhang Wei Shuang (40.) 4:0 You Jia (60.) | | Russland |
| China                                                           | Yuan Fan (51.), Zhang Wei Shuang (72.), Lou Xiaoxu (72.) | Tamara Starovoytova (83.) | Russland |
| 26. August 2006 um 17:00 Uhr (MESZ) in Moskau (Torpedo-Stadion) | | |          |
| Zuschauer: 2000                                                 | | |          |
| Schiedsrichterin: Gyöngyi Gaál ( Ungarn)                        | | |          |

### Nordkorea – Frankreich 2:1 (0:0)
| Nordkorea                                                                 | Nordkorea | Frankreich | Frankreich |
| ------------------------------------------------------------------------- | --- | --- | ---------- |
| Nordkorea                                                                 | \| 27. August 2006 um 14:00 Uhr (MESZ) in St. Petersburg (Petrowski-Stadion) \| \| Zuschauer: 550 \| \| Schiedsrichterin: Jennifer Bennett ( USA) \|                                                                | \| 27. August 2006 um 14:00 Uhr (MESZ) in St. Petersburg (Petrowski-Stadion) \| \| Zuschauer: 550 \| \| Schiedsrichterin: Jennifer Bennett ( USA) \| | Frankreich |
| Nordkorea                                                                 | Jon Myong Hui – Ri Song Sim, Hong Myong Gum , Ri Un-hyang, Ri Jin Ok – Jo Yun Mi (69. Ri Un Suk), Kim Chun Hui, Kim Song Hui, Kim Hyang Mi (53. O Kum Hui), Kim Kyong Hwa – Kil Son Hui Cheftrainer: Choe Kwang Sok | Sarah Bouhaddi – Sabrina Delannoy, Laure Boulleau , Morgane Courteille (79. Élodie Cordier), Coralie Ducher (90.+3 Émilie L’Huillier) – Caroline Pizzala, Jessica Houara (55. Élodie Thomis), Louisa Nécib, Ines Dhaou, Amandine Henry – Marie-Laure Delie Trainer: | Frankreich |
| Nordkorea                                                                 | 1:0 Kim Kyong Hwa (46.) 2:1 Hong Myong Gum (90.) | 1:1 Elodie Thomis (62.) | Frankreich |
| Nordkorea                                                                 | Kim Kyong Hwa (27.) | Elodie Thomis (59.), Caroline Pizzala (72.) | Frankreich |
| 27. August 2006 um 14:00 Uhr (MESZ) in St. Petersburg (Petrowski-Stadion) | | |            |
| Zuschauer: 550                                                            | | |            |
| Schiedsrichterin: Jennifer Bennett ( USA)                                 | | |            |

### USA – Deutschland 4:1 (2:0)
| USA                                                                       | USA | Deutschland | Deutschland |
| ------------------------------------------------------------------------- | --- | --- | ----------- |
| USA                                                                       | \| 27. August 2006 um 17:00 Uhr (MESZ) in St. Petersburg (Petrowski-Stadion) \| \| Zuschauer: 750 \| \| Schiedsrichterin: Jenny Palmqvist ( Schweden) \|                                                                                                   | \| 27. August 2006 um 17:00 Uhr (MESZ) in St. Petersburg (Petrowski-Stadion) \| \| Zuschauer: 750 \| \| Schiedsrichterin: Jenny Palmqvist ( Schweden) \| | Deutschland |
| USA                                                                       | Valerie Henderson – Nikki Krzysik, Stephanie Lopez , Carrie Dew – Danesha Adams, Amanda Poach, Brittany Bock (48. Jordan Angeli), Tobin Heath – Lauren Cheney (62. Tina Di Martino), Amy Rodriguez, Kelley O’Hara (48. Allie Long) Cheftrainer: Tim Schulz | Romina Holz – Janina Haye (78. Ann-Christin Angel), Babett Peter, Juliane Höfler – Fatmire Bajramaj, Lena Goeßling, Célia Okoyino da Mbabi , Nadine Keßler – Simone Laudehr (76. Jennifer Oster), Anna Blässe (33. Lydia Neumann), Juliane Maier Cheftrainerin: Maren Meinert | Deutschland |
| USA                                                                       | 1:0 Kelley O’Hara (29.) 2:0 Danesha Adams (39.) 3:1 Danesha Adams (70.) 4:1 Amy Rodriguez (90.) | 2:1 Lydia Neumann (65.) | Deutschland |
| USA                                                                       | Fatmire Bajramaj (52.) | Lauren Cheney (57.), Tobin Heath (66.) | Deutschland |
| 27. August 2006 um 17:00 Uhr (MESZ) in St. Petersburg (Petrowski-Stadion) | | |             |
| Zuschauer: 750                                                            | | |             |
| Schiedsrichterin: Jenny Palmqvist ( Schweden)                             | | |             |

## Halbfinale

### Brasilien – Nordkorea 0:1 (0:0)
| Brasilien                                                         | Brasilien | Nordkorea | Nordkorea |
| ----------------------------------------------------------------- | --- | --- | --------- |
| Brasilien                                                         | \| 31. August 2006 um 14:00 Uhr (MESZ) in Moskau (Lokomotiv-Stadion) \| \| Zuschauer: 1000 \| \| Schiedsrichterin: Christine Beck ( Deutschland) \| | \| 31. August 2006 um 14:00 Uhr (MESZ) in Moskau (Lokomotiv-Stadion) \| \| Zuschauer: 1000 \| \| Schiedsrichterin: Christine Beck ( Deutschland) \|                                                               | Nordkorea |
| Brasilien                                                         | Bárbara – Daiane, Mônica, Aliane, Danielle, Adriane (59. Pamela) – Érika, Francielle, Renata Costa – Fabiana, Maurine Cheftrainer: Jorge Barcellos  | Jon Myong Hui – Ri Song Sim, Hong Myong Gum , Ri Un-hyang, Ri Jin Ok – Jo Yun Mi, Kim Chun Hui, Kim Song Hui (90.+3 Kim Hyang Mi), Kim Kyong Hwa – Kil Son Hui, O Kum Hui (72. Ri Un Suk) Trainer: Choe Kwang Sok | Nordkorea |
| Brasilien                                                         | 0:1 Ri Un-hyang (87.) | | Nordkorea |
| 31. August 2006 um 14:00 Uhr (MESZ) in Moskau (Lokomotiv-Stadion) | | |           |
| Zuschauer: 1000                                                   | | |           |
| Schiedsrichterin: Christine Beck ( Deutschland)                   | | |           |

### China – USA 0:0 n.V., 5:4 i.E.
| China                                                            | China | USA | USA |
| ---------------------------------------------------------------- | --- | --- | --- |
| China                                                            | \| 31. August 2006 um 0:00 Uhr (MESZ) in Moskau (Lokomotiv-Stadion) \| \| Zuschauer: 1000 \| \| Schiedsrichterin: Tammy Ogston ( Australien) \|                                                       | \| 31. August 2006 um 0:00 Uhr (MESZ) in Moskau (Lokomotiv-Stadion) \| \| Zuschauer: 1000 \| \| Schiedsrichterin: Tammy Ogston ( Australien) \| | USA |
| China                                                            | Zhang Yanru – Zhou Gaoping, Yuan Fan, Zhang Wei, Weng Xinzhi, Yue Min – Rao Huifang (62. Zi Jingjing), Zhuang Ran, Zhang Wei Shuang (120. Zhu Wei) – Ma Xiaoxu , Lou Xiaoxu Cheftrainer: Shang Ruihua | Valerie Henderson – Stephanie Logterman, Nikki Krzysik, Stephanie Lopez , Carrie Dew, Sarah Wagenfuhr (46. Kelley O’Hara) – Jordan Angeli (46. Amanda Poach), Brittany Bock, Tina Di Martino – Lauren Cheney, Jessica Rostedt (66. Danesha Adams) Cheftrainer: Tim Schulz | USA |
| China                                                            | Elfmeterschießen | | USA |
| China                                                            | 1:0 Zhuang Ran 2:1 Zhang Wei 3:2 Yuan Fan 4:3 Zi Jingjing Ma Xiaoxu (Latte) 5:4 Zhu Wei | 1:1 Carrie Dew 2:2 Danesha Adams 3:3 Amanda Poach 4:4 Stephanie Lopez Brittany Bock (Pfosten) Lauren Cheney (Verschossen) | USA |
| China                                                            | Rao Huifang (8.), Zi Jingjing (90.+1'), Zhang Yanru (112.) | | USA |
| 31. August 2006 um 0:00 Uhr (MESZ) in Moskau (Lokomotiv-Stadion) | | |     |
| Zuschauer: 1000                                                  | | |     |
| Schiedsrichterin: Tammy Ogston ( Australien)                     | | |     |

## Spiel um den dritten Platz

### Brasilien – USA 0:0 n.V., 6:5 i.E.
| Brasilien                                                           | Brasilien | USA | USA |
| ------------------------------------------------------------------- | --- | --- | --- |
| Brasilien                                                           | \| 3. September 2006 um 18:00 Uhr (MESZ) in Moskau (Lokomotiv-Stadion) \| \| Zuschauer: 7000 \| \| Schiedsrichterin: Jenny Palmqvist ( Schweden) \|  | \| 3. September 2006 um 18:00 Uhr (MESZ) in Moskau (Lokomotiv-Stadion) \| \| Zuschauer: 7000 \| \| Schiedsrichterin: Jenny Palmqvist ( Schweden) \|                                                                                    | USA |
| Brasilien                                                           | Bárbara – Daiane, Mônica, Aliane, Danielle – Érika, Francielle, Renata Costa , Stephane (62. Pamela) – Fabiana, Maurine Cheftrainer: Jorge Barcellos | Valerie Henderson – Nikki Krzysik, Stephanie Lopez , Carrie Dew – Amanda Poach, Tobin Heath, Tina Di Martino (85. Jordan Angeli), Allie Long – Lauren Cheney, Amy Rodriguez, Kelley O’Hara (46. Danesha Adams) Cheftrainer: Tim Schulz | USA |
| Brasilien                                                           | Elfmeterschießen | | USA |
| Brasilien                                                           | 1:0 Daiane Renata Costa (Verschossen) 2:1 Aliane 3:2 Francielle 4:3 Mônica 5:4 Fabiana Érika (Gehalten) 6:5 Maurine                                  | 1:1 Carrie Dew Alexandra Long (Gehalten) 2:2 Jordan Angeli 3:3 Tobin Heath 4:4 Danesha Adams 5:5 Stephanie Lopez Amy Rodriguez (Verschossen) Amanda Poach (Gehalten)                                                                   | USA |
| Brasilien                                                           | Daiane (70.), Bárbara (87.), Pamela (89.) | Nikki Krzysik (20.), Carrie Dew (46.), Val Henderson (57.), Stephanie Lopez (63.) | USA |
| 3. September 2006 um 18:00 Uhr (MESZ) in Moskau (Lokomotiv-Stadion) | | |     |
| Zuschauer: 7000                                                     | | |     |
| Schiedsrichterin: Jenny Palmqvist ( Schweden)                       | | |     |

## Finale

### Nordkorea – China 5:0 (3:0)
| Nordkorea                                                           | Nordkorea | China | China |
| ------------------------------------------------------------------- | --- | --- | ----- |
| Nordkorea                                                           | \| 3. September 2006 um 21:00 Uhr (MESZ) in Moskau (Lokomotiv-Stadion) \| \| Zuschauer: 8500 \| \| Schiedsrichterin: Jennifer Bennett ( USA) \|                                                                     | \| 3. September 2006 um 21:00 Uhr (MESZ) in Moskau (Lokomotiv-Stadion) \| \| Zuschauer: 8500 \| \| Schiedsrichterin: Jennifer Bennett ( USA) \|                                                     | China |
| Nordkorea                                                           | Jon Myong Hui – Ri Song Sim, Hong Myong Gum , Ri Un-hyang, Ri Jin Ok – Jo Yun Mi (81. Ri Jong Sim), Kim Chun Hui, Kim Song Hui, Kim Ok Sim (64. Ri Un Suk), Kim Kyong Hwa – Kil Son Hui Cheftrainer: Choe Kwang Sok | Zhang Yanru – Zhou Gaoping, Yuan Fan, Zhang Wei, Weng Xinzhi, Yue Min, Liu Xiaoyan – You Jia (46. Ma Xiaoxu), Zhuang Ran, Zhang Wei Shuang (69. Zi Jingjing) – Lou Xiaoxu Cheftrainer: Shang Ruihua | China |
| Nordkorea                                                           | 1:0 Jo Yun Mi (29.) 2:0 Kim Song Hui (39.) 3:0 Kim Song Hui (45.+2') 4:0 Kim Song Hui (52.) 5:0 Kil Son Hui (56.)                                                                                                   | | China |
| Nordkorea                                                           | Jon Myong Hui (61.), Ri Song Sim (67.) | Ma Xiaoxu (63.), Liu Xiaoyan (83.) | China |
| 3. September 2006 um 21:00 Uhr (MESZ) in Moskau (Lokomotiv-Stadion) | | |       |
| Zuschauer: 8500                                                     | | |       |
| Schiedsrichterin: Jennifer Bennett ( USA)                           | | |       |